# Michel Carnal
Pour les articles homonymes, voir Beaudet, Lespart, Chang, Chang et Lucas.
Michel Carnal (né Michel Beaudet le 9 mai 1925 à Paris où il est mort le 4 octobre 2008 ; alias : Michel Lespart, Norman Chang-April et Pierre Lucas) est un écrivain français, auteur de romans d'espionnage et de romans policiers, lauréat du grand prix de littérature policière.

## Biographie
Après avoir effectué de nombreux métiers, il publie son premier roman, Monnaie d'échange, en 1958. Il obtient en 1960, le grand prix du roman d'espionnage pour À l'ouest d'Aden, puis en 1964, le grand prix de littérature policière pour La Jeune Morte.
Pour trois romans dans la Série noire, dans lesquels il crée le personnage François Joran, espion français, il utilise le pseudonyme de Michel Lespart. Il utilise celui de Norman Chang-April, pour deux romans dans la collection espionnage chez Albin Michel. Ces deux romans sont indiqués comme étant des traductions par Pascal Chenevière et Marc Chevalier de romans anglais.
Selon Claude Mesplède et Jean-Jacques Schleret, il signe des romans des noms-maison Gil Darcy pour la série Luc Ferran et Pierre Lucas (collection Police des mœurs)  et collabore à Western revue de 1972 à 1974.

## Œuvre

### Romans signés Michel Carnal
- Monnaie d'échange, Un mystère 1re série no 433, 1958
- Affaire classée, Un mystère 1re série no 471, 1959
- Du monde aux Balkans, Un mystère 1re série no 482, 1959
- Objectif : Pétrole, Un mystère 1re série no 493, 1959
- Rayon d'action, Presses de la Cité, collection Jean Bruce no 12, 1960
- Espions amphibies, Presses de la Cité, collection Jean Bruce no 30, 1960
- Réactions en chaîne, Presses de la Cité, collection Jean Bruce no 35, 1960, extraits : lire en ligne sur Gallica
- Cologne à la une, Presses de la Cité, collection Jean Bruce no 41, 1960
- Agitation clandestine, Presses de la Cité, collection Jean Bruce no 56, 1960
- À l'ouest d'Aden, Presses de la Cité, collection Jean Bruce no 62, 1960, Grand prix du roman d'espionnage 1960
- L'Honorable Correspondant, Presses de la Cité, collection Jean Bruce no 73, 1961
- Dossier Euratom, Presses de la Cité, collection Jean Bruce no 76, 1961
- Secteur névralgique, Presses de la Cité, collection Jean Bruce no 100, 1961
- Balade en Baltique, Presses de la Cité, collection Jean Bruce no 114, 1961
- Tu n'iras qu'en Irak, Presses de la Cité, collection Jean Bruce no 125, 1962
- Le Chemin des étoiles, Presses de la Cité, collection Jean Bruce no 132, 1962
- Le Lac aux grenouilles, Presses de la Cité, collection Jean Bruce no 143, 1962
- L'Année du Tigre, Fleuve noir Espionnage no 362, 1963
- La Jeune Morte, Fleuve noir Spécial Police no 381, 1963, Grand prix de littérature policière 1964
- Le Transfuge, Fleuve noir espionnage no 388, 1963
- Le Sacrifié, Fleuve noir espionnage no 411, 1964
- Le Voyageur, Fleuve noir espionnage no 425, 1964
- Le Partisan, Fleuve noir espionnage no 468, 1965
- Le Bagnard, Fleuve noir espionnage no 492, 1965
- Les Saboteurs, Fleuve noir espionnage no 523, 1966
- Le Proscrit, Fleuve noir espionnage no 552, 1966
- Le Dragon de jade, Fleuve noir espionnage no 586, 1967
- Le Capitaine, Fleuve noir espionnage no 609, 1967
- Il faut tuer Bourdeleau, Fleuve noir Spécial police no 629, 1967
- Les Compagnons, Fleuve noir espionnage no 674, 1967, réédition Fleuve noir double, 1968
- Les Acharnés, Fleuve noir espionnage no 698, 1968
- Vanina, Fleuve noir espionnage no 740, 1969, réédition Fleuve noir double, 1970
- Un coin de paradis, Fleuve noir espionnage no 767, 1969
- Le Chemin de la solitude, Fleuve noir espionnage no 802, 1970, réédition Fleuve noir double, 1970
- Le Diable au soleil, Fleuve noir double, 1970
- Le Remplaçant, Fleuve noir espionnage no 881, 1971
- Une fille de nulle-part, Fleuve noir espionnage no 901, 1971
- La Balade irlandaise, Fleuve noir espionnage no 947, 1972
- La Longue Route, Fleuve noir espionnage no 999, 1972
- Le Négociateur, Fleuve noir espionnage no 1439, 1978
- L'Adonis enlisé, Fleuve noir Spécial police no 1457, 1978
- Les Enfants du Créateur, Fleuve noir espionnage no 1462, 1979
- La Colère d'Arès, Fleuve noir espionnage no 1534, 1980

### Romans signés Michel Lespart
- Poker jaune, Série noire no 825, 1963
- Ramenez-moi vivante !, Série noire no 845, 1964
- Saint Pétrole, Série noire no 853, 1964

### Romans signés Norman Chang-April
- La Montagne noire, collection Ernie Clerk espionnage no 6, Éditions Albin Michel, 1965
- La Suprême Puissance, collection Ernie Clerk espionnage no 11, Éditions Albin Michel, 1965, réédition dans la même collection avec le no 91, 1965

### Autres ouvrages signés Michel Lespart
- Messieurs Smith et Wesson, Balland, 1973
- Les Armes de la conquête de l'Ouest, J. Dullis, 1975
- Les Oustachis : terroristes de l'idéal, Éditions de la Pensée moderne, 1976, réédition Dualpha, cop. 2006
- La Mort aura leurs yeux : les terrorismes, Le Carrousel, 1987

## Prix
- Grand prix du roman d'espionnage 1960 pour À l'ouest d'Aden
- Grand prix de littérature policière 1964 pour La Jeune Morte[3]

## Sources
- Claude Mesplède, Les Années Série noire vol.2 (1959-1966) Encrage « Travaux » no 17, 1993
- Claude Mesplède et Jean-Jacques Schleret, SN Voyage au bout de la Noire, Futuropolis, 1982